# 千早猛彦
千早 猛彦（ちはやたけひこ、1913年（大正2年）9月26日 - 1944年（昭和19年）6月11日）は、日本の海軍軍人。最終階級は、戦死による後二階級特進で海軍大佐。

## 生涯
1913年（大正2年）9月26日、台湾で台湾総督府官吏である父・千早清次郎の次男として生まれる。兄に千早正隆海軍中佐がいる。鹿児島二中を卒業。中学時代の猛彦は体が弱く運動は余り得意ではなかったが、兄に続いて海兵を志願した。しかし中学三年時に担任にこれを明かすと軍事教練の度にへばる事を叱責され発奮、山岳部に所属し体を鍛えた。五年進級時には軍人志望組の級長となり、二年間つとめた。
1934年（昭和9年）11月、海軍兵学校を卒業（第62期）。兵学校時代、中学時代の級友に手紙で訓練の様子を送り、任官後も戦地の様子を度々送っており、二・二六事件の際少尉候補生として砲術学校に在籍していた猛彦が陸戦隊員を率いて帝都防衛の任に着いたり、第一次上海事変の際には「鵯」乗組で上海で陸戦隊として戦った事を知らせている。
卒業後の遠洋航海から帰国後は、軽巡洋艦「木曾」乗組、水雷艇「鵯｣艤装員を務める
1937年(昭和12年)9月、飛行学生として霞ヶ浦海軍航空隊に入隊。航空偵察員となる。海軍では操縦員以外の飛行機搭乗員は一括して偵察員と呼び、複座機や大型機の比率が多かったため、偵察員は操縦員と同数ぐらい必要であった。飛行学生は卒業時に、本人希望と適正を考慮し空中勤務士官として操縦、偵察のどちらかに振り分けられたが、偵察士官に区分されても操縦も行った。航空母艦｢蒼龍」乗組として母艦搭乗員（空母飛行機隊）に着任。

### 支那事変
1940年(昭和15年)1月に第十三航空隊に赴任。日中戦争（支那事変）に参加。主に九八式陸上偵察機をもって中国で航空作戦に従事する。
海軍は、支那事変で活躍した陸軍の九七式司令部偵察機の艤装を海軍式に改めて九八式陸上偵察機として1939年11月に制式採用し、海軍陸偵隊の技量を向上させる為、陸軍司偵隊に助力を求め、翌1940年2月、司偵隊である飛行第44戦隊第1中隊（中隊長は荒蒔義次大尉）から中国赴任間もない千早ら第十三航空隊偵察士官・下士官は、新鋭の九七司偵二型を用いた飛行場捜索要領・整備法等の伝習教育を受けた。元来、海軍は夜間飛行を不得意とする関係から、陸軍司偵隊は特に危険な夜間着陸を問題なくこなせるのに対し、海軍陸偵隊は照空灯の支援を要していた。しかし、それでは設備の間に合わない前線飛行場での運用には向かない為、陸軍司偵隊が簡単かつ実用的な夜間着陸法として考案・使用していた、カンテラを滑走路の周囲に置き一種の飛行場灯火とする方法が海軍陸偵隊に教示され、荒蒔からこの方法を教えられた千早は感心し、後に海軍航空全体に広まった。
千早らは偵察や戦闘機の誘導任務を行い、源田実によればその功績は甚大であり、この時指揮官であった大西瀧治郎の信頼を得たという。同年、鹿屋海軍航空隊分隊長へ配転。

### 太平洋戦争

#### 空母「赤城」
1941年4月、空母｢赤城｣艦上爆撃機隊の分隊長に着任。12月、太平洋戦争劈頭の真珠湾攻撃に参加する。第二次攻撃隊に加わった千早機は戦艦に250キロ爆弾命中の戦果を報告。また第一航空艦隊航空参謀であった源田に見込まれ、通常は艦上爆撃機ではなく、三人乗りで航続距離の長い艦上攻撃機が担う役割である戦闘機隊の帰路誘導にも当たった。
インド洋方面のイギリス海軍艦隊掃討、ミッドウェイ海戦に参加後、1942年（昭和17年）7月、横須賀海軍航空隊勤務。

#### 一二一空
1943年10月1日、第一二一海軍航空隊が編成され、千早は偵察飛行隊長として着任。アメリカ海軍艦隊との決戦の主力を担う基地航空部隊として再建が始まった第一航空艦隊の部隊であり、養成のために大本営直轄され、千早らは訓練に従事した。
1944年（昭和19年）2月、アメリカ海軍はマーシャル諸島攻略戦により占領したメジュロ環礁を南太平洋における大規模補給基地として利用し始め、アメリカ機動部隊はハワイまで戻ることなく補給や修理を行えるようになっていた。メジュロ環礁内にどのような艦艇が出入りしていたり停泊しているか判れば、アメリカ側の次の作戦のおおよその内容と規模が推察できた。｢あ｣号作戦が3週間後に控えていた情勢下、海軍は敵機動部隊の動静を探るべく、メジュロ環礁への長距離強行偵察が計画された。当初、二式艦上偵察機が使用される予定だったが、まだ制式採用前ながら4月より生産開始されたばかりの高速の最新鋭機である艦上偵察機｢彩雲｣が配備されて、この任務に当てることとなった。
しかし、トラック島から最短ルートで飛んでも1500浬（約2700km）の彼方にあるメジュロ環礁への往復飛行は、彩雲の最大航続距離を超えていた。どこか中継地点で燃料補給する必要があり、立ち寄り先として選ばれたのが、トラック島から1000浬（約1800km）、メジュロ環礁から530浬（約1000km）に位置し、不完全ながら飛行場が設営されているナウル島であった。その頃のナウル島はまだ日本側の支配下にあったとはいえ、周りの制海権、制空権は敵の手に渡りつつあり、補給も途絶えがちであった。長距離を敵の制空圏内かそれに近い空域を飛ばねばならないこの極めて困難な作戦の成功を期するため、千早大尉に任務が課せられた。
千早は121空偵察飛行隊長であったが、他に適任者がおらず飛行隊長であるにもかかわらず、操縦を行い、偵察員と電信員の3名で彩雲に乗り込んだ。
5月29日朝、テニアンを出発し、途中トラックを経由し、同日午後にナウルへ到着。ナウル守備隊員たちのために彩雲の機内には、タバコなどの嗜好品を積めるだけ積み込んでいた。翌30日朝、ナウルからメジュロ環礁に向かった。環礁内にはアメリカ艦隊がおり、すぐに写真撮影を行いトラックへの帰途に就いたが、すぐにグラマンF6F ヘルキャットが追撃してきた。彩雲はこれから1500浬先のトラック島まで飛ばなければならなかったので、燃料残量を考えればただスロットル全開で飛行すれば良いという状況ではなかったが、千早はF6Fを振り切り、無事トラック島へ帰還した際は燃料ギリギリであった。前日からの総飛行距離5000km以上で、かつ敵機がいつどこから現れてもおかしくない過酷な長距離飛行であったが、千早の正確な洋上航法があっての成功であった。現像した写真から、正規空母5隻、補助空母2隻、戦艦3隻、巡洋艦3隻、駆逐艦10隻、輸送船2隻、タンカー16隻が停泊中であるのが判明した。
6月8日千早は再びメジュロ環礁への偵察飛行を行う。翌9日メジュロに到着したが、敵艦隊はいなかった。この敵艦隊の出撃を捉えた千早の報告により、『あ号作戦決戦準備』が発令され、マリアナ沖海戦が生起した。戦後、当時の連合艦隊参謀長だった草鹿龍之介中将は、｢千早機の挺身偵察による功績｣と評している。兄の千早正隆は、｢開戦以来これほど敵艦隊の動静を的確にとらえたことは無かった｣と評している。
偵察の日程については、5月30日早朝にトラックを出発し、巡航速度で約5時間後にナウル着、6月5日に同じルートでメジュロ再偵察を行ったとする主張もある。
テニアンに帰還した千早は、6月11日、空襲の合間をぬって敵機動部隊の偵察に出撃し、未帰還となった。｢機動部隊に単機で向かうんじゃ｣と笑いながら出撃した。戦死による二階級特進で、海軍大佐に任ぜられた。日本海軍では最年少の大佐であった。同期に二階級特進者は7人いるが、千早が一番早かった。